# 韓維
韓維（1017年—1098年），字持國，潁昌（今河南許昌）人。
韓億之子，外祖父王旦為真宗朝宰相，還有韓絳、韓縝等兄弟。以父蔭為东宫记室参军。父歿，閉門不仕，與王安石友好。宋神宗在穎邸時，韓維擔任秘書郎，經常誇讚王安石說：“這不是我的創見，是好友王安石的意見！”仁宗時由歐陽修薦知太常禮院，不久出通判涇州，反對王安石變法，出知襄州。熙宁七年（1074年），召为翰林学士承旨，借旱災攻擊青苗等新法。韩维曾对神宗言：“近日畿内诸县近督青苗甚急，往往鞭挞取足，民至伐桑为薪以易钱贷。旱灾之际，重罹此苦。”元祐元年（1086年），拜门下侍郎，不久出任南京（今河南商丘）留守。绍圣二年（1095年）因元祐黨禍，谪崇信军节度副使，贬均州（今湖北十堰东北）。韓維能詩，叶梦得称其“情致风流，绝出时辈”。著有《南陽集》。
妻蘇耆（987—1035）女，蘇舜欽姐妹。